# صباغ تفاعلي

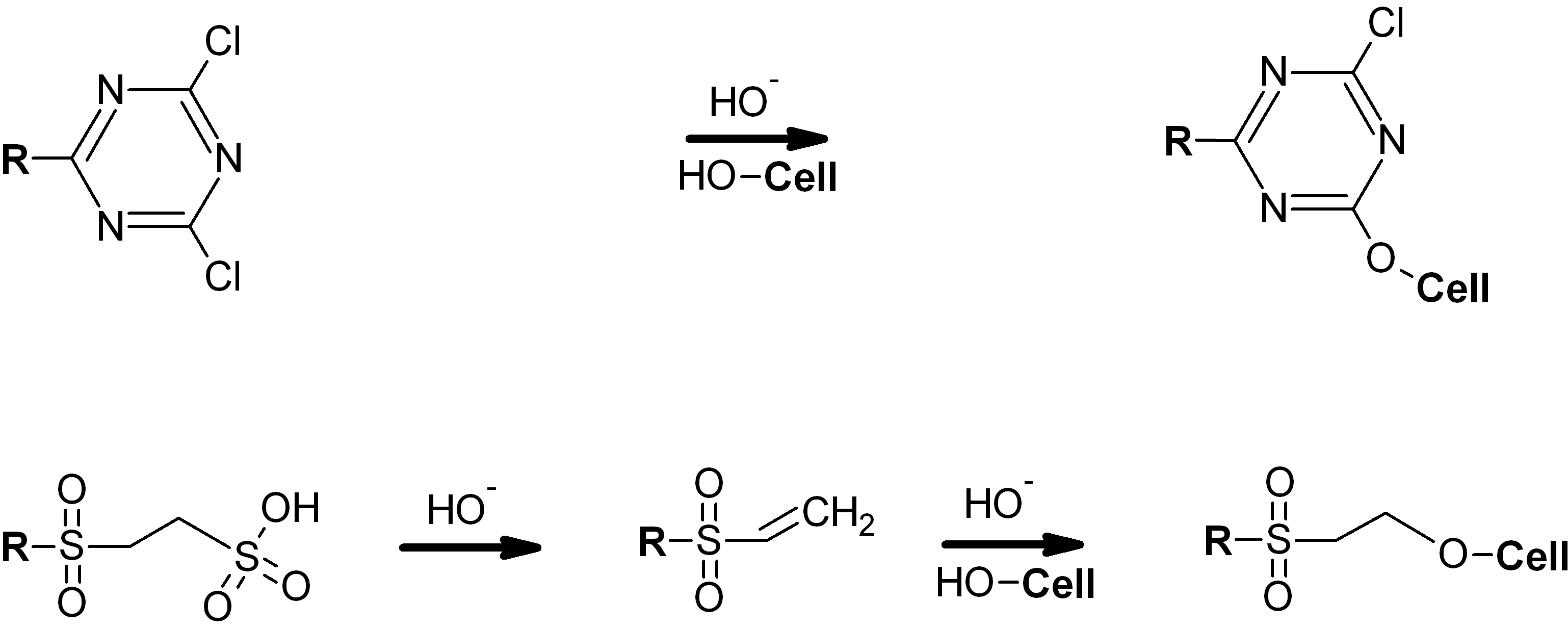

أصبغة تفاعلية أو أصباغ تفاعلية  (بالإنجليزية: Reactive dyes)‏ هي أصبغة طورت في الخمسينيات من القرن التاسع عشر، وهي أول أصبغة منتجة قادرة على التفاعل كيميائيا مغ الألياف (السيليلوزية عادة) في شروط قلوية. ويصبح الصباغ بعد التفاعل جزءًا من الألياف بدلا من بقاءه كمركب كيميائي مستقل داخل الألياف. وتطبق الأصبغة التفاعلية عند درجات حرارة منخفضة نوعيا مع التحكم بكمية الأملاح والقلويات المستخدمة.

## مقدمة
تتسم صباغة القطن باستخدام الأصبغة المباشرة بثبات لوني ضعيف ضد الغسيل بسبب ضعف الروابط القطبية والمشتتة التي تربط جزيء الصباغ بسلاسل مكثور السليولوز. بالإضافة إلى أن جزيئات الصباغ المباشر ذات قدرة على الخروج بسهولة من القطن أثناء الغسيل. يتطلب تحسين الثبات اللوني ضد الغسيل ترسيب خضاب غير منحل في الماء وحجزه آليا داخل ألياف القطن. ينجز هذا النوع من الصباغة باستخدام أصبغة الحلة والأصبغة الآزوية، ولكن هذه الطريقة أكثر تعقيداًَ من الصباغة بالأصبغة المباشرة.

### المزايا
سهلة التطبيق، وذات طيف كبير من الألوان البراقة، وذات ثباتية لونية جيدة ضد الضوء والغسيل.

### المساوئ
غالية نسبيا

## النظام التفاعلي
تتلخص سمات جزيء الصباغ التفاعلي النموذجي بما يلي:
- حامل اللون، يعطي اللون وأغلب الألفة إلى الألياف.
- النظام التفاعلي، يمكن الصباغ من تشكيل الروابط التساهمية مع الألياف وتساهم أيضا في بعض الألفة.
- مجموعة جسرية (bridging group) تربط النظام التفاعلي مع حامل اللون ولها تأثير هام على التفاعلية والاستقرارية والألفة.
- مجموعة أو أكثر من المجموعات المساعدة على الذوبان (solubilising groups)، تستبدل عادة حمض السلفونيك على حلقة الأريل في حامل اللون.
- في بعض الحالات، كما في أهمية نظام أمينو كلورو ثلاثي الآزين (aminochlorotriazine)، فإن الآريل أمينو عديم اللون أو غيره من البقايا المتصلة بالمجموعات التفاعلية التي تعدل أيضا الذوبانية والألفة.